# Delft

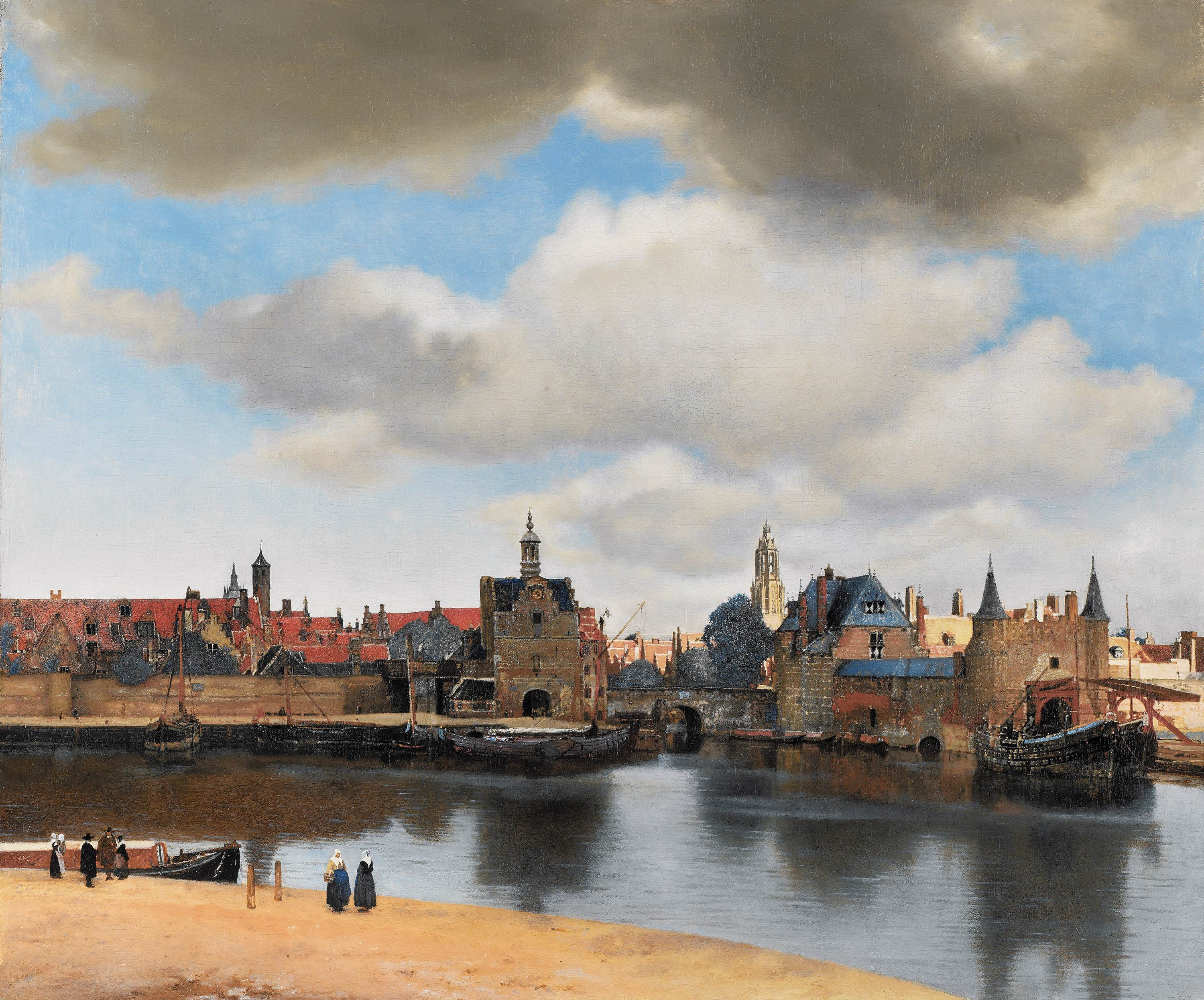
Vista de Delft de Johannes Vermeer

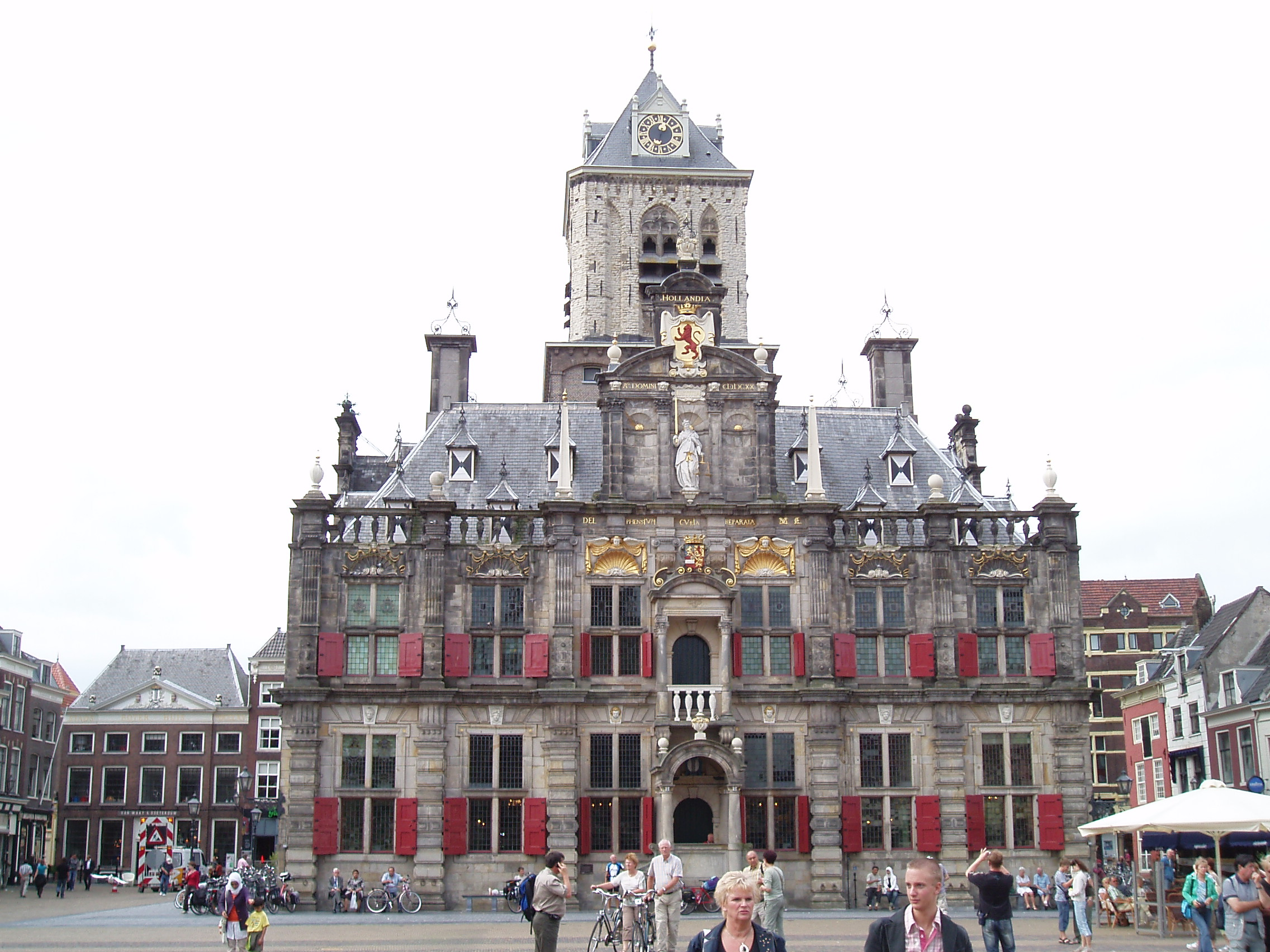
Ajuntament

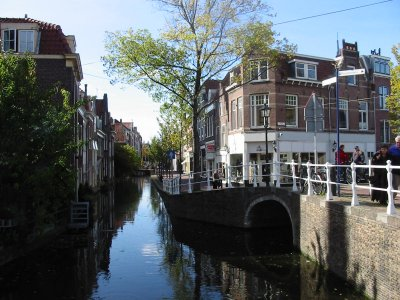
Voldersgracht

Delft és una ciutat d'Holanda del Sud (Països Baixos) situada entre Rotterdam i La Haia. El municipi té una superfície de 24,08 km² amb una població de 101.053 persones l'1 d'abril del 2016 (font: CBS). Limita al nord amb La Haia i Rijswijk, a l'oest amb Midden-Delfland, a l'est amb Pijnacker-Nootdorp, al sud amb Schiedam i Rotterdam.

## Curiositats
És especialment coneguda per la ceràmica (Delfts Blauw), per ser el lloc de naixement i vida del pintor Johannes Vermeer i del científic Anton van Leeuwenhoek (inventor del microscopi) i per la seva Universitat Tècnica de Delft.
També és la ciutat on l'any 1584 fou assassinat Guillem I d'Orange-Nassau, conegut també com a "Guillem el Taciturn".

## Nuclis de població
| Delft es divideix en 13 wijken: - Wijk 11 - Binnenstad - Wijk 12 - Vrijenban - Wijk 13 - Hof van Delft - Wijk 14 - Voordijkshoorn - Wijk 16 - Delftse Hout - Wijk 22 - Tanthof West - Wijk 23 - Tanthof Oost - Wijk 24 - Voorhof - Wijk 25 - Buitenhof - Wijk 26 - Abtswoude - Wijk 27 - Schieweg - Wijk 28 - Wippolder - Wijk 29 - Ruiven | Nuclis de Delft amb el nombre d'habitants |

## Història
Delft va rebre el seu fur el 15 d'abril de 1246 de mans del comte Guillem II d'Holanda, però es creu que en aquest lloc ja existia des del segle xi un important mercat feudal. En 1536 gran part de la ciutat va ser destruïda per un incendi. Un dels edificis destruïts va ser l'arxiu municipal, cosa que explica l'escassetat d'informació dels primers segles d'història de Delft. El vincle de la Casa d'Orange amb Delft va començar quan Guillem el Taciturn, o Guillem d'Orange, va fer del lloc la seva residència en 1572. Guillem va dirigir la lluita contra Espanya durant la Guerra dels Vuitanta Anys. Delft era aleshores la tercera ciutat més important d'Països Baixos, després de Dordrecht i Haarlem. i disposava de muralla. Quan Guillem va morir el 1584 abatut per Balthazar Gerards al Prinsenhof, el panteó de la família a Breda estava en mans dels espanyols. Va ser enterrat a l'Església Nova, iniciant una tradició per a la Casa d'Orange que continua fins al nostre temps.
Durant el segle xvii, i gràcies a la indústria de la ceràmica i a l'obertura d'una seu de la Companyia Neerlandesa de les Índies Orientals, Delft visqué la seva edat d'or. No obstant això, el 1654 una part de la ciutat fou novament destruïda per l'explosió d'un polvorí. Després de la declaració de guerra i invasió dels Països Baixos per part d'Anglaterra, França, Colònia i Münster en 1672 comença el declivi de l'economia de Delft, sent superada en importància política i econòmica per les seves veïnes La Haia, com a centre de govern, i Rotterdam, com a ciutat portuària.
En el segle xix només quedava una fàbrica de porcellana oberta, de Porceleyne Fles, que continua existint en els nostres dies. En el segle xix les muralles foren derrocades i el ferrocarril arriba a la ciutat en 1847, cosa que comporta la implantació de noves indústries en la ciutat. En 1842 té lloc la fundació de l'Acadèmia Reial, que posteriorment es convertiria en la Universitat Tècnica de Delft. Amb la creació de l'institut d'investigació TNO en 1932, Delft passa a convertir-se en un important centre tecnològic i científic.

## Ajuntament
El consistori de Delft està format per 39 regidors:
- GL, 7 regidors
- STIP, 6 regidors
- D66, 5 regidors
- Delft Independent, 5 regidors
- VVD, 3 regidors
- CDA, 3 regidors
- SP, 3 regidors
- PvdA, 3 regidors
- CU, 2 regidors
- Interessos de la Ciutat, 2 regidors

## Personatges il·lustres
- Hugo Grotius.
- Antonie van Leeuwenhoek, inventor del microscopi.
- Johannes Vermeer, pintor.
- Jan van Asseliers (1520-1587), jurista, autor del Plakkaat van Verlatinghe (1581)
- Cornelia Adrichomia (s. XVI), poetessa i religiosa

## Agermanaments
- Pretòria
- Estelí
- Adapazarı
- Tuzla
- Aarau
- Kfar Sava
- Kingston upon Thames
- Freiberg (Saxònia)

## Llocs d'interès
- Església vella
- Església nova